# Le Mac (film, 2010)
Pour les articles homonymes, voir Le Mac.
Pour plus de détails, voir Fiche technique et Distribution.
Le Mac est un film français réalisé par Pascal Bourdiaux, sorti en 2010.

## Synopsis
Gilbert Chapelle est un employé de banque parisien sans histoire. À la suite d'un meurtre accidentel (qui était une mise en scène), il est entraîné par la police à se faire passer pour son frère jumeau Ace, un proxénète du milieu marseillais, il doit infiltrer un coup que son boss Mendès prépare avec un Colombien dit « le Condor », et aussi rencontrer sa... famille.

## Fiche technique
- Titre : Le Mac
- Réalisation : Pascal Bourdiaux
- Scénario : Vincent Lambert et Thomas Langmann, d'après une idée originale de Thomas Gilou et Thomas Langmann
- Direction artistique : Pierre Quefféléan
- Décors : Franck Schwarz
- Costumes : Pierre-Yves Gayraud
- Photographie : Stéphane Le Parc
- Son : Lucien Balibar, Alain Feat et Jean-Paul Hurier
- Montage : Anny Danché et Florent Vassault
- Musique : Nathaniel Méchaly
- Production : Thomas Langmann
  - Coproduction : Laurent Pétin et Michèle Pétin
  - Production associée : Emmanuel Montamat
- Sociétés de production : ARP Sélection, La Petite Reine et M6 Films
- Sociétés de distribution : ARP Sélection (France), Monopole-Pathé (Suisse)
- Budget : 12 000 000 €[1]
- Pays de production :  France
- Langue originale : français
- Format : couleur - 35 mm - 2,35:1 - son Dolby Digital
- Genre : comédie
- Durée : 90 minutes
- Dates de sortie : 
  - France : 22 janvier 2010 (Festival international du film de comédie de l'Alpe d'Huez), 17 février 2010 (sortie nationale)
  - Luxembourg : 12 février 2010
  - Belgique : 17 février 2010
  - Suisse : 17 février 2010 (Suisse francophone)

## Distribution

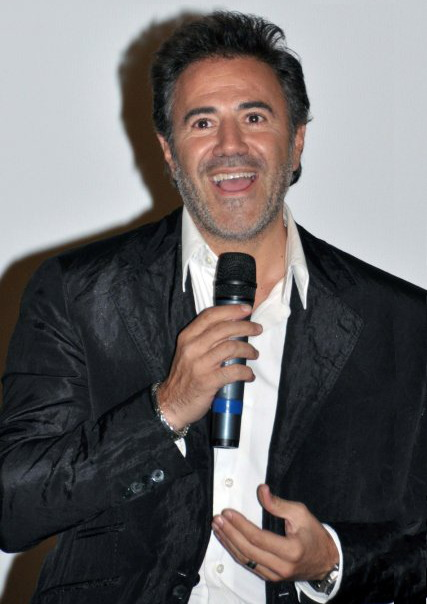
La tête d'affiche José Garcia, à une avant-première du film.

- José Garcia : Gilbert Chapelle / Ace
- Gilbert Melki : Tiago Mendès
- Carmen Maura : la mère d'Ace et de Chapelle
- Arsène Mosca : Sami
- Jo Prestia : Marco
- Catalina Denis : Luna
- Alain Fromager : Mazin
- Laurent Bateau : Rafart
- Éric Defosse : Francky
- Doudou Masta : Slim
- Sylvain Wiltord : lui-même
- Marie-Laetitia Bettencourt : Inès
- Mouni Farro : Najma
- Michel Ferracci : le sbire de Mendès
- Paco Boublard : Doggy Bag
- Guillaume Briat : Le client du restaurant
- Toni Hristoff : Carlos
- Vincent Lambert : Bookmaker
- Jean-François Malet : Olivier Vergnaut
- Jade Chkif : le client de la boite de strip-tease

## Production
Le tournage, d'une durée de deux mois, a commencé à la demi-mai 2009, entre Paris et Marseille.

## Musiques additionnelles
Sauf indication contraire ou complémentaire, les informations mentionnées dans cette section proviennent du générique de fin de l'œuvre audiovisuelle présentée ici.
- Black Strobe - I'm A Man
- Francky Vincent - Fruit de la passion (vas-y Francky c'est bon) (sonnerie téléphonique)[4]
- Desireless - Voyage, Voyage (sonnerie téléphonique et chantée par José Garcia)[5]
- Martin Solveig - Jealousy
- Gwen Stefani - The Sweet Escape
- Lionel Richie - All Night Long (All Night)
- Chic - Good Times
- DMX - Where the Hood At? (en)
- Ida Corr et Fedde le Grand - Let Me Think About It
- Diana Ross - Love Hangover
- Sophie Hunger - Birth-day

## Accueil

### Accueil critique
Sur le site Allociné, Le Mac obtient une note de 3,1 sur 5 par la presse.

### Box-office
Distribué dans 465 salles de France, le film fait 103 419 entrées lors de son premier jour d'exploitation (dont 12 000 entrées lors des avant-premières). Après six semaines d'exploitation, Le Mac fait un total de 1 481 381 entrées en France, et de 1 741 918 entrées en Europe .

## Suite
En octobre 2013, lors d'un entretien avec Allociné, José Garcia confia qu'il sera de retour dans une suite qui était actuellement en écriture, intitulée Le Mac des Macs.

## Adaptation
En septembre 2011, un remake américain est annoncé. Le scénario doit être écrit par Johnny Rosenthal et le film produit par la société de Ben Stiller, Red Hour Films ; avec Ed Helms dans le rôle du mac. Thomas Langmann officiera sur ce remake en tant que producteur exécutif.

## Distinctions

### Récompense
- Festival international du film de comédie de l'Alpe d'Huez : prix d'interprétation pour José Garcia

### Nominations
- Festival international du film de comédie de l'Alpe d'Huez :
  - Étoile du rire - Grand prix TPS Star pour Pascal Bourdiaux
  - Prix du public Europe 1 pour Pascal Bourdiaux
  - Prix d'interprétation pour Pascal Bourdiaux
  - Prix coup de cœur de la profession - Digimage pour Pascal Bourdiaux